# Калверт, Роберт
Роберт Калверт (англ. Robert Newton Calvert; 9 марта 1945 — 14 августа 1988) — британский поэт, писатель, автор песен и вокалист, наибольшую известность получивший в 1972—1978 годах как фронтмен рок-группы «Hawkwind». Калверт был соавтором хит-сингла «Silver Machine», разработчиком и режиссёром «космической оперы», реализованной как Space Ritual Tour, а также создателем многих текстов Hawkwind, возникших из его стихотворений, скетчей и рассказов.
Как во время пребывания в Hawkwind, так и после ухода в 1979 году Калверт записывался самостоятельно (его первый сольный альбом Captain Lockheed and the Starfighters имел значительный коммерческий успех), выпускал поэтические и литературные сборники. В числе тех, с кем сотрудничал Роберт Калверт, были Майкл Муркок, Брайан Ино, Артур Браун.

## Биография
Роберт Ньютон Калверт родился в Претории, ЮАС, 9 марта 1945 года. В раннем детстве (в 1947 году) вместе с семьёй он переехал в Лондон, его детство и юность прошли в курортном городке Маргейт. Здесь, будучи школьником, Калверт впервые начал участвовать в постановках уличного театра, играл в двух водевильных ансамблях. «Я впервые вошел в группу в пятнадцатилетнем возрасте, — вспоминал он. — Она называлась Oliver Twist and the Lower Third, и мы выступали на танцплощадках Маргейта. Следующий ансамбль назывался Mordecai Sludd and the Others. Мы были в некотором роде сатирической группой: нечто вроде Bonzos, но за много лет до их появления». 

К сожалению, в танцевальных залах сатира не приветствовалась, так что приходилось нам нелегко… Помнится, я выступал в светящихся флуоресцентных носках. А потом вдруг преисполнился снобизмом и решил, что стану не певцом, а поэтом. Некоторое время мне казалось, что музыка — низменная форма искусства. Я просиживал часы на кладбищенских скамейках и читал Верлена, Китса, Дилана Томаса. Боже, как я был наивен! Я думал, что смогу поэзией зарабатывать себе на хлеб! — Роберт Калверт.— Дэвид Джонс, «Working Down A Diamond Mine»
В 1960-х годах семья вернулась в Южную Африку, а Роберт остался в Лондоне и поступил в уличную театральную труппу Street Dada Nihilisimus, при этом работая в строительной организации. К концу 60-х годов он начал сотрудничать с андеграундным журналом Frendz. «Я воспринимал себя как своего рода культурного террориста, миссия которого — противостоять литературному истэблишменту. Я презирал слабое воздействие обычной поэзии и понял, что единственный способ пробиться к людям лежит через музыку», — вспоминал он. У Калверта была и собственная экспозиция «пространственной поэзии» в клубе Roundhouse под названием «Better Place To Live». «Мы были живой выставкой, исполняя особый сочетания звуков, слов и литературных фрагментов», — говорил он.
В Лондоне Калверт сошёлся с Ником Тёрнером, давним знакомым по Маргейту, где оба подрабатывали в парке аттракционов Dreamland. Уже тогда они втроём (с общим знакомым по прозвищу Дик Мик) планировали создание группы и часто ездили в Лондон на концерты. Во время одной из таких поездок они познакомились с Дэйвом Броком, музицировавшим на Портобелло-роуд. Теперь же Тёрнер рассказал Калверту, что играет с Дик Миком и Броком в группе под названием Hawkwind. Калверт спросил, какую музыку они играют, Тёрнер сказал — Space Rock… «Такого термина я прежде не слышал, но он показался мне волшебным заклинанием, способным распахнуть дверь в новое набиравшее силу движение, — вспоминал Калверт. — Вспомнились Эзра Паунд и имажисты, обсуждавшие новый поэтический курс», — вспоминал Калверт.

### Hawkwind: 1971—1973
В конце 1970 года Калверт впервые побывал на концерте Hawkwind в клубе Roundhouse. Группа (о которой Майкл Муркок в те же дни отзывался как о «варварах, дорвавшихся до электричества») заинтриговала его. Музыканты пригласили Калверта для поэтических декламаций: первое их совместное выступление состоялось в лондонском Sisters Club, которым владели IT и Frendz. В числе стихотворений, им прочитанных, были «Co-Pilots Of Spaceship Earth», «The Starfarer’s Despatch», «The Awakening» и «Welcome To The Future».
Калверт стал неофициальным участником Hawkwind; поначалу он выходил на сцену, в основном, в паузах между песнями и декламировал стихотворения и драматические монологи. Летом 1971 года группа записала второй студийный альбом In Search Of Space. Калверт, хоть и не предложил для него собственных композиций, но вместе с художником Барни Бабблсом (и при участии других сотрудников журнала Frendz) создал 24-страничный буклет-приложение «Hawklog», выполненный и оформленный как вахтенный журнал космического корабля, куда вносили свои мысли и впечатления участники некой космической экспедиции. Перевыпущенная версия альбома содержит три трека, записанных с Калвертом: «Silver Machine», «Seven by Seven» и «Born to Go».

#### «Silver Machine»
Калверт впервые записался с Hawkwind 13 февраля 1972 года на благотворительном концерте в клубе Roundhouse в поддержку организации Greasy Truckers Party. Две песни группы, записанных на этом выступлении, «Born To Go» и «Silver Machine», вошли в сборник Greasy Truckers. Вторую из них Hawkwind решили выпустить синглом. Партия вокала, записанная Калвертом, для этой цели была признана непригодной. Поскольку сам он в этом время находился в психиатрической клинике, её перезаписал Лемми.
Сингл «Silver Machine» поднялся до #2 в UK Singles Chart и стал первым и единственным большим хитом группы, обеспечив ей появление (причём неоднократное) в популярной телепрограмме Top of the Pops. Калверт записал вокал и для следующего сингла «Urban Guerrilla», однако пластинка с текстом, представлявшим собой монолог террориста, была спешно изъята из магазинов, как только в Лондоне произошли взрывы, организованные ИРА.

Меня вовсе не удивило, что песня была запрещена на BBC. Я и ожидал, что она вызовет скандал — о ней писали на первых страницах газет. Меня отчитали за это форменным образом: пришлось отвечать на вопросы очень каверзные, по поводу заявлений, сделанных в песне — которые, как нетрудно заметить, вовсе не порицали террористическую тактику. <Впрочем>, это была метафора определённого образа мысли. — Роберт Калверт.Оригинальный текст (англ.)It didn't surprise me that it was banned by the BBC at all. In fact I expected it to cause a lot of controversy - it made the front pages of the newspapers. I was heavily taken to task - I had to give interviews which were quite embarrassing - because of the statements I'd made in the song - which obviously weren't a refutation of guerilla tactics at all. I meant it as a metaphor for an attitude.— Д.Джонс. «Working Down A Diamond Mine»

#### Space Ritual
Все деньги, вырученные от продажи «Silver Machine», группа вложила в разработку своей так называемой «космической оперы»: это было детище Роберта Калверта и Майкла Муркока. Проект реализовался зимой 1972 года в виде концертной программы тура в поддержку третьего альбома Doremi Fasol Latido. The Space Ritual Roadshow состояла из трёх вещей Калверта и двух — Муркока. Ник Тёрнер об этой постановке вспоминал:

Космическая Опера, которая на самом деле являла собой, скорее, некий ритуал, была идеей Боба Калверта. Некоторые концерты своей атмосферой действительно напоминали религиозную церемонию. Бо́льшая часть материала была написана Бобом и представла собой описание фантазий семи космонавтов, которые путешествуют в космосе в полубессознательном состоянии. Космическая Опера и есть — аудиовизуальная картина их фантазий и снов. Там очень гибкий сюжет, в котором достаточно места для тем, относящихся к жизни современного общества, в частности, в более реалистичном — экологическом — контексте.Оригинальный текст (англ.)The Space Opera, which is really a ritual, was Bob Calvert's idea. It's almost a religious ceremony - some of our gigs have that kind of atmosphere. Most of the material was written by Bob and concerns a fantasy about seven cosmonauts who are travelling through space in a state of suspended animation. The Space Opera is an audio-visual portrayal of their fantasies and dreams as they travel through space. It's a very flexible situation in which there is all kinds of scope to bring up subjects which are relative to our society in more realistic terms of ecology.— Д.Джонс. «Working Down A Diamond Mine»
Идея, как вспоминал Калверт, появилась у него в Маргейте. «Вообще, большую часть из тех моих произведений, что исполнили Hawkwind, я написал намного раньше, когда ещё жил с мамой», — вспоминал он. В своей окончательной форме шоу отличалось от первоначального проекта Калверта, поскольку он почти не принимал участия в его разработке из-за болезни. «Проект не был реализован полностью, лишь наполовину», — признавал позже Дэйв Брок в интервью фэнзину «Sniffin Flowers» (#2, 1977).
Калверт покинул Hawkwind в ноябре 1973 года перед тем, как группа вылетела в американское турне. Формальным мотивом было объявлено решение начать сольную карьеру, фактически (как отмечал, в частности, Лемми), фронтмен просто «почувствовал приближение симптомов» болезни.
Рок-критик Ник Кент писал:

В течение нескольких месяцев основным вокалистом группы был Роберт Калверт, но проблемы, связанные с дестабилизирующим эффектом гастрольной деятельности, раз за разом вынуждали его отправляться на лечение в психиатрическую клинику. Калверт, если выразиться очень мягко, личность потрясающая: он обладает, судя по всему, неиссякаемым природным запасом адреналина. Естественно <в годы его пребывания в Hawkwind> он полностью определял ход развития группы. Идеи его становились все более и более невероятными. Калверт способен на постоянные выплески великолепия, но время от времени возникающая неспособность контролировать эти выбросы и создает проблемы. Оригинальный текст (англ.)For some months, Robert Calvert was the lead vocalist, but problems centering around the unstabling effect on both the mind and the ego forced him into a mental hospital. Calvert is, to put it mildly, an overwhelming person, possessing a seemingly inexhaustible supply of natural adrenaline and as such he seemed to take over Hawkwind's direction for a time. His ideas were getting further and further out..... Calvert is capable of continuous flashes of brilliance but it is his temporary inability to control them that is causing the hang-ups.— Frendz, июль 1973

### Сольная карьера
В 1974 году был записан и вышел первый сольный альбом Калверта, Captain Lockheed and the Starfighters (1974), созданный при участии музыкантов Hawkwind, а также Брайана Ино, Артура Брауна, Вивьена Стэншлолла и Джима Капальди. Эта концептуальная работа рассказывала историю о тех трагических последствиях, которые имело принятое в 1960-х годах решение Luftwaffe купить 700 самолётов Lockheed Starfighter и модифицировать их для неприемлемых задач, что привело к многочисленным катастрофам. Вокруг этого сюжета Калверт выстроили целую мифологию — от полётов гремлинов и Икара до проблем, связанных с современными испытаниями новых самолётов. Сам он рассказывал об альбоме:

Драма изложена в коротких сценках, а музыка служит комментарием, сцены этий расширяющим, а также средством перехода от одной сцены к следующей. Нечто подобное в 30-х годах Бертольд Брехт называл «эпическим театром». Я попытался представить здесь собственный взгляд на события; взглянуть на всё это через призму собственного чувства юмора. Ведь над всем этим смеялись все в Германии — за исключением родственников погибавших пилотов. Самолёт совершенно не был приспособлен к осуществлению некоторых требовавшихся от него функций, в частности штурмовой и стрелковой, немцы хотели от него именно этого, инструкции пилотирования менялись непрерывно, пилоты постоянно садились в новые, экспериментальные модели, а наземные службы были укомплектованы срочниками, которым в любом случае на всё было наплевать. Оригинальный текст (англ.)The drama is in short scenes and the music is a commentary on those scenes and an extension of them and take you on to the next scene. Rather what Bertholt Brecht called epic theatre in the thirties. I have tried to present the situation in terms that are my interpretation of events, using my humour. The whole thing was laughed at by everyone in Germany except the relatives of pilots that were killed. The plane wasn't designed to perform all the functions, including assault and battery, the German wanted it to do, the instruction manual was always changing, the pilots were constantly flying a new experimental plane and the ground staff were only conscripts who couldn't care less about it anyway.— Д.Джонс. «Working Down A Diamond Mine»
Альбом был поддержан критикой и предполагал проведение амбициозного общенационального театрализованного тура, но в последний момент сменился менеджмент и гастроли были отменены по финансовым соображениям.
Замысел истории, которая легла в основу второго альбома Калверта Lucky Leif and the Longships (1975), появился у него как нечто вроде ответвления от «гангстерского мюзикла», над которым он в то время работал 

Мюзикл имел отношение к Америке времен сухого закона и это странным образом навело меня на мысль о викингах. Видите ли, мне показалось удивительным, когда я стал читать по теме, что когда они открыли Америку, назвали страну Vinland, земля вина, а позже в стране возникла серьёзная проблема с алкоголем. Читая перевод саги викингов, я всё больше начинал понимать, что она актуальна по отношению к теме сухого закона. Так возникла хорошая идея для альбома. — Роберт КалвертОригинальный текст (англ.)The idea for the album came to me as a spin-off from a sort of Jacobean  gangster musical I've written. The music itself deals with America in the Prohibition period and this, in some strange way, prompted me to start thinking about the Vikings. You see, it struck me, when I was doing some background reading, that it was very funny that when the Vikings discovered America they should call the place Vinland, the land of wine, and that later the country should develop a bad drinking problem. So, I started reading a translation of the Vinland saga, which I could see as being relevant to the Prohibition days. Then I had a very good idea for an album.— Sounds, ноябрь 1975 года
Калверт отмечал, что важнейший вклад в создание альбома внёс Брайан Ино. «Запись прошла как приятный сон. Во время работы мы часто спорили, но — по-дружески. Сначала я хотел разместить между треками диалоги, но Ино убедил меня в том, что ни диалоги, ни юмор не работают в формате альбома. Я согласился, мы выбросили все разговоры, оставив канву сюжета. Мне говорили, что каждый трек слишком изолирован, альбом „не течёт“… но для меня это — иного типа течение», — говорил Калверт в интервью NME (сентябрь 1975).
В 1975 году Калверт удостоился первого приза в поэтическом конкурсе Capitol Radio London за стихотворение «Circle Line». Примерно в это же время он написал и одноактную пьесу о пребывании Джими Хендрикса в вооружённых силах: под заголовком «The Stars That Play With Laughing Sam’s Dice» она была поставлена в 1976 году.

### Возвращение в Hawkwind: 1975—1978
В августе 1975 года Калверт присоединился к Hawkwind на сцене Редингского фестиваля, где исполнил с группой несколько песен, включая «Ode To A Crystal Set»; после чего решил вернуться в состав — теперь уже в качестве фронтмена. Его вокальное исполнение претерпело заметные изменения: отказавшись от декламаций в чистом виде, Калверт перешёл к вокальному речитативу; стилю, который Курт Вайль называл sprechgesang..

Роберт Калверт на сцене с Hawkwind

В альбом Astounding Sounds, Amazing Music каждый участник группы внёс минимумом по одной композиции; основным вкладом Калверта явился трек «Steppenwolf», первоначально «заказанный» Калверту Эдрианом Вагнером для альбома Distances Between Us. В интервью журналу Beat Калверт говорил, что текст песни прямо связан с романом Германа Гессе, но при этом он (как следовало из апрельского интервью Cheesecake #5 1981 года) намеревался «…две почти противоположные составляющие соединить в нужной пропорции, чтобы получить резонирующий эффект. Идея состояла в том, чтобы соединить фильмы об оборотнях с человеком-волком Гессе — на контрасте».
Вскоре после выпуска альбома Брок и Калверт уволили из группы троих музыкантов (включая Тёрнера). Новый состав к работе над следующей пластинкой подошёл (по словам автора биографии Б. Тауна) с «панковским настроением». В интервью Sounds от 20 марта 1976 года Роберт Калверт даже заявил, что мечтал бы предстать перед публикой «английским Игги Попом, в самом грубом его воплощении». Тематика песен также изменилась: мотивы фэнтези уступили место научной фантастике, выдержанной в нововолновом стиле. Особенно отчётливо эта тенденция проявила себя в следующем альбоме Quark, Strangeness and Charm (1977)
При том, что само название свидетельствовало о связи нового произведения с физикой элементарных частиц, альбом, по словам Калверта, имел прямое отношение к реальной жизни. «Hawkwind — группа, которая всегда была тесно связана с современным миром вопреки тому, что говорили о нас в прессе, нудно и непрерывно — о том, что мы, будто бы, — огрызок психоделической эры любви и мира», — пояснял он. В интервью BBC Radio One (1977) Калверт говорил:

Альбом предлагает набор поэтических и музыкальных интерпретаций мира, в котором мы живем, включая угрозы — не только угрозы ядерного конфликта, но и усиления влияния Ближнего востока на судьбу мира, что и происходит в данный момент из-за того, что они доминируют на энергетическом рынке. Оригинальный текст (англ.)You will find on this album a selection of musical and poetical interpretations of the world we live in, including threat not only of nuclear war but the threat of the Middle East becoming a very powerful influence on the future of this globe, as they are proving at the moment with their dominance of energy.— Д.Джонс. «Working Down A Diamond Mine»
На сцене в качестве фронтмена Калверт по-прежнему для каждой новой песни разыгрывал костюмированный спектакль. По мнению автора биографии Дэвида Джонса, отчасти из-за этого на фоне усугублявшегося психического заболевания он стал постепенно утрачивать чувство реальности, всё более ассоциируя себя с собственными сценическими и песенными персонажами. Это, в свою очередь, резко усилило и прежде бурные перепады настроения.
В конце 1977 года, когда Hawkwind вылетели на гастроли в Западную Европу, где повсеместно сохранялась угроза террористических акций, Калверт, мучимый манией преследования, настоял на том, чтобы ему разрешили путешествовать в боевом обмундировании, с газовым пистолетом в кобуре на боку. Концерт в Париже оказался поворотным пунктом в отношениях Hawkwind со своим фронтменом. Музыканты решили прервать турне, покинуть страну, а Калверта оставить в Париже. На одной из улиц произошла характерная сцена, о которой сам он позже рассказывал: 

Вспоминаю, как преследую серебристый лимузин-мерседес с поднятыми стёклами, в котором — то ли четверо, то ли пятеро длинноволосых людей… по парижской улице, в этой униформе! Это чистая правда: прохожие… просто застыли на месте. Это была словно сцена из «Альфавиля» или какой-нибудь нововолновой французской картины. Все вокруг замерли, разинув рты, наблюдая за тем, как разворачивается эта сцена: трогается серебристый лимузин, а человек в униформе бросается за ним в погоню. Когда машина остановилась у светофора, я так разозлился на Брока и остальных, что <подбежав> начал дергать дверцу: автомобиль затрясся вверх-вниз. Со стороны это выглядело так, будто я пытаюсь собственноручно перевернуть машину и арестовать всех, кто в нём находится. Сменились огни светофора, машина тронулась… а я в своём обмундировании так и остался на месте. Неожиданно до меня дошло, что по обе стороны парижской улицы на меня смотрят люди, для которых террористические акты — дело обыденное. Вокруг действительно началась паника. Я попытался объяснить всем на примитивном французском: мол, слушайте, всё в порядке, можете успокоиться.Оригинальный текст (англ.)I recall the image of actually chasing a silver Mercedes limousine, that had four or five long-haired individuals in it, with the windows all wound up, through the streets of Paris, wearing this uniform! This is absolutely true, all the passers-by, the people out shopping, stopped dead. It was like a scene out of a movie like Alphaville' or a New Wave French film. All these people stopped dead in their tracks with their mouths open, watching this scene take place, this silver car speeding away with this guy chasing it, wearing this uniform. When it got to the traffic lights, I was so fucking annoyed with Brock and the others that I tried to get the door open, shaking this vehicle up and down. It looked like I was single-handedly trying to turn it over and arrest those people in it. When the lights changed the car went off.... When the car drove off, I was left standing there in this uniform. Suddenly realising that on either side of this thoroughfare in Paris were all these people shopping who were used to seeing terrorism. They really panicked. I tried to say, in simple French, hey look, it's all right you know, it's OK, calm down.— Cheesecake, #5, 1981
В Англию Калверта переправил гастрольный менеджер Джефф Декстер. При этом последнему стоило немалых усилий убедить своего подопечного в том, что против него нет заговора и никто не собирается его убивать. Некоторое время проведя в клинике, Калверт пришёл в себя. Разрыв с Hawkwind оказался недолгим и уже к концу года он вместе с группой записывал материал, позже реализовавшийся на альбоме PXR5, выпуск которого, впрочем, был более чем на год отложен из-за радикальных перемен в составе Hawkwind.

#### Sonic Assassins
В декабре 1977 года Калверт и Брок выступили вместе с группой Ark на благотворительном концерте в Барнстапле под общим названием Sonic Assassins. Калверта (который за некоторое время до начала концерта пытался отказаться от участия) остальные участники проекта не поставили в известность о том, что между песнями планируются электронные импровизации, причём сделали это умышленно, дабы спровоцировать реакцию.
Для Калверта, вновь явившегося на выступление в полной боевой экипировке, происходившее на сцене действительно оказалось полной неожиданностью. В 1978 году вышел альбом 25 Years On, куда вошли три трека, записанных на этом концерте: слышно, как во время наигрышей перед началом «Master Of The Universe» он кричит Броку: «Эй, Дэйв, кончай эту цыганскую музыку!» Впрочем, как отмечает Д. Джонс, лидер группы быстро пришёл в себя, выдал одно из своих лучших сценических выступлений и в свою очередь удивил партнёров, сымпровизировав в «Over The Top», песне о Первой мировой войне.

#### Hawklords
Американское турне Hawkwind ранней весной 1978 года на всех участников группы произвело столь тягостное впечатление, что Дэйв Брок после завершающего концерта в Сан-Франциско, спустившись со сцены, продал гитару одному из фанатов в зале. Но, вернувшись в Лондон, Брок и Калверт воссоздали группу на основе Sonic Assassins, назвав её The Hawklords. Новый состав в ещё большей степени был реакцией на панк-рок. Основной темой жестких, остроугольных композиций была индустриализация и место человека в мире машин. Гастроли в поддержку альбома проводились снова на тщательно оформленной сцене, с танцовщицами. Живой альбом, документирующий этот тур, свидетельствует о том, что группа играла с энергией и энтузиазмом, однако проблемы остались и (как пишет автор биографии Д. Джонс), и их источником был Калверт. Харви Бэйнбридж рассказывал, как фронтмен в гримёрке с пеной у рта бил кулаками об стену, крича, что «он здесь главный». «Калверт страдал манией преследования, ему казалось, что все объединились против него», — говорил Брок.
Фронтмен потребовал увольнения барабанщика Мартина Гриффина, и Брок пошёл у него на поводу (в группу вновь пришёл Саймон Кинг), но Калверт все равно покинул группу. «Я собирался уйти ещё до этого. Был всем этим сыт по горло. Наверное, только какое-то стечение обстоятельств и событий заставило меня оставаться там так долго. Я всего только и собирался сделать Space Ritual, увидеть воплощение <того, что> мне явилось видением. Следовало уйти уже тогда, но меня вовлекло в этот водоворот событий, все неслось так стремительно, что я просто не мог сойти», — говорил Калверт («This Hawkwind Do Not Panic»). Он не раз утверждал, что в группе постоянно плелись интриги, все что-то замышляли за спиной друг у друга, хотя — при этом все оставались друзьями и относились друг к другу с юмором. «Со стороны эти конфликты казались милыми чудачествами, но к моменту смерти Калверт судился с группой, пытаясь отсудить какие-то отчисления», — писал Б.Таун.

Дэйв Брок:

Странно, но Боб Калверт продолжает вести себя отвратительно. Перед нашим выступлением в Hammersmith Odeon он вышел на улицу с плакатом: «Все деньги от этого концерта идут прямо в карман Дэйву Броку!»; ходил туда-сюда с мегафоном: «Hawkwind продались, не ходите на Hawkwind. Идите на мой концерт!..» Потом бросил плакат, прошёл за сцену, нас поприветствовал, поинтересовался, не хотим ли мы, чтобы он сыграл с нами. А после окончания концерта подобрал свои плакат с мегафоном и побежал ловить зрителей на выходе. — Брок в интервью Sounds 6 ноября 1982 года.

### Литературная и театральная деятельность
После ухода из Hawkwind Калверт выпустил сольный сингл «Cricket Star» на лейбле Wake Up Records Эдриана Вагнера: это была запись в стиле реггей, тогда считавшемся крайне некоммерческим. «Оригинальная пленка была настолько аутентична, что директор United Artists пришел в ужас, он не хотел вообще не иметь ничего общего с этим», — рассказывал Калверт в интервью 1978 года. Также в 1978 году вышел сборник стихотворений Роберта Калверта «Centigrade 232».
В 1980—1981 годах, гастролируя с собственным кабаре Krankschaft, Калверт написал и поставил мюзикл в классическом стиле «The Kid From Silicon Gulch»: здесь был реализован интерес автора к двум темам: детективной и компьютерной. Премьера его состоялась 28 апреля 1981 года в лондонском Theaterspace.

#### «Hype»: роман и альбом
В 1981 году вышел альбом Hype — своего рода музыкальное приложение к вышедшему год спустя одноимённому роману о жизни начинающей, жестоко эксплуатируемой интриганами от рок-бизнеса группы, и о борьбе за власть в ней двух амбициозных лидеров, которые используют коллектив как тонкую игру интриг. Боссы в конечном итоге «заказывают» убийство главного героя рома Тома Малера, чтобы создать «легенду» и гарантировать постоянную прибыль от продажи его пластинок Калверт говорил, книга ни в коей мере не может считаться автобиографической: персонажи в нём «узнаваемы лишь как типажи, но не как конкретные люди», с которыми ему приходилось сталкивался.
«Когда я впервые заговорил о романе с <издательством> NEL, у меня в мыслях было нечто в духе Пи Джи Вудхауса… Я хотел написать о музыкальном бизнесе 70-х и 80-х годов, как он написал о Голливуде 20-х. Но меня уговорили подумать о возможности создания триллера, что я и сделал. В нём сохранены элементы чёрного юмора, весь сарказм, хотя сюжет детективный, и развивается он стремительно. В альбоме же представлены песни этой группы — The Tom Mahler Band», — говорил Калверт.
В записи альбома приняли участие группа Bethnal, Саймон Хаус и Майкл Муркок. Калверт позже рассказывал, что сюжеты песен и книги переплелись; более того, Том Малер стал постепенно его «вторым я». На мысль об альбоме, параллельном книге, его вдохновил пример Бориса Пастернака. «Я не вправе сравнивать себя по уровню литературного мастерства с Пастернаком, но в Докторе Живаго он цитирует сборник стихотворений Живаго, и мне всегда казалось это интересной находкой, которая придает новое измерение вымышленной реальности», — говорил Калверт, в интервью BBC 1982 года.
Свой следующий альбом Ersatz, куда вошли песни о Гитлере, нацистской Германии и фашизме вообще, Калверт выпустил с музыкантами группы Ника Тёрнера Inner City Unit: состав назвал себя The Imperial Pompadours. Стив Понд, участник состава и друг Калверта, вспоминал те дни как счастливое время: Калверт и Тёрнер, впервые со времён Astounding Sounds, Amazing Music объединившие творческие усилия, по его словам, использовали идеи друг друга в качестве источников вдохновения. Но, добавлял Понд, «…оба, конечно, были совершеннейшими безумцами — в клиническом смысле этого слова. На сцене они перерождались, когда с ними пытались заговорить, не понимали, о чём идет речь, отвечали лишь застывшими взглядами — сцене отдавались на все сто процентов. Я никогда не встречал такого видел ни до, ни после в людях, с которыми мне приходилось играть».
Последующие музыкальные работы Калверта — социально-ориентированный Freq (1984) и Test-Tube Conceived (1986), который рецензент Allmusic считает лучшим в его карьере, мало напоминали спейс-рок и были ближе к электронному минимализму.
14 августа 1988 года Роберт Калверт умер от сердечного приступа. Несколько месяцев спустя Hawkwind дали концерт, посвящённый его памяти, в котором приняли участие вдова и сын покойного.

## Дискография

### Сольные релизы
- Captain Lockheed and the Starfighters (1974)
- Lucky Leif and the Longships (1975)
- Cricket Star (1979, сингл: Robert Calvert and the 1st XI)
- Lord of the Hornets / «The Greenfly and the Rose» (1980, сингл)
- Hype (1981)
- Freq (1984)
- Test Tube Conceived (1986)
- At the Queen Elizabeth Hall (Clear Records 1989, концертный альбом, запись 1 10 1986, перевыпущен в 1993 году)
- Revenge (1999, записи 80-х годов)
- Centigrade 232 (2007)

#### Альбомы Hawkwind
- Space Ritual (1973)
- Astounding Sounds, Amazing Music (1976)
- Quark, Strangeness and Charm (1977)
- Hawklords (1978)
- PXR5 (1979)

### Сотрудничества
- Adrian Wagner — Distances Between Us (1974)
- Nektar — Down to Earth (1974)
- Amon Düül (UK) — Die Lösung (recorded 1988, released 1989)

### Пьесы
- The Stars That Play With Laughing Sam’s Dice (1976, пьеса о Джими Хендриксе)
- The Kid From Silicon Gulch (1981)
- Test-tube Baby of Mine (1986)

### Поэтические сборники
- Centigrade 232 (1977)
- The Earth Ritual (1987)

### Роман
- «Hype» (New English Library, 1981)